# Jan Franciszek Macha
Jan Franciszek Macha, né le 18 janvier 1914 et mort le 3 décembre 1942, est un prêtre catholique polonais et martyr. Sous l'occupation allemande, il redoubla d'activités pour soutenir matériellement et spirituellement la population, raison pour laquelle il fut torturé puis décapité par les nazis. Reconnu martyr par l'Église catholique, il est vénéré comme bienheureux et fêté le 3 décembre.

## Biographie
Jan Franciszek Macha fait des études de droit à l'université Jagellon de Cracovie, avant de rejoindre le séminaire de Katowice en 1934. Ordonné prêtre le 25 juin 1939 par Mgr Stanisław Adamski, il est envoyé comme vicaire dans la paroisse de Ruda Śląska le 1er septembre 1939, le jour même de l'invasion de la Pologne par les nazis. L'occupation allemande le pousse à venir en aide aux familles qui ont tout perdu. Il les assiste matériellement, comme il peut, et spirituellement. Jan Franciszek Macha fait le catéchisme en cachette, accompagne les étudiants et forme des groupes de scouts malgré les interdictions de l'occupant. Dès 1940, la Gestapo surveille ses activités, qui est à leur goût trop zélées.
Le 5 septembre 1941, il est arrêté par les nazis. Pendant un mois, il est soumis à de longues heures d'interrogatoire, ponctuées par des tortures physiques et des humiliations. Jan Franciszek Macha implora de nombreuses fois Dieu de pardonner à ses bourreaux. Dans sa cellule, il se fabrique un chapelet avec des bouts de ficelles.
Le 17 juillet 1942, les SS le condamne à mort, pour abus de sacerdoce et exhortation à la rébellion. Il accepte la sentance avec sérénité, qui se manifeste dans les lettres qu'il put écrire à sa famille.
Au matin du 3 décembre 1942, il est guillotiné dans la prison de Katowice. Sa dépouille fut certainement brûlée.

## Reconnaissance du martyre et béatification
La cause pour la béatification et la canonisation de Jan Franciszek Macha débute le 24 novembre 2013, à Katowice. L'enquête diocésaine récoltant les témoignages sur sa vie et les conditions de sa mort se clôture le 4 septembre 2014, puis est envoyée à Rome pour y être étudiée par la Congrégation pour les causes des saints. 
Après le rapport positif des différentes commissions sur la sainteté et le martyre de Jan Franciszek Macha, le pape François reconnait, le 28 novembre 2019, qu'il est mort 'en haine de la foi', le déclarant ainsi martyr. Il signe alors le décret permettant sa béatification.
Il a été solennellement proclamé bienheureux le 20 novembre 2021 à Katowice, lors d'une messe présidée par le cardinal Marcello Semeraro.